# Anton Francesco Doni
Pour les articles homonymes, voir Doni.
Anton Francesco Doni, né à Florence le 16 mai 1513 et mort à Monselice en septembre 1574, est un homme de lettres, éditeur et traducteur italien.

## Biographie
En 1540, il devient moine novice et prend le nom de frère Valerio au sein de l'Ordre des Servites de Marie, mais il en est chassé, probablement pour mauvaise conduite, et se tourne alors vers les lettres. Il se lie avec Pierre l'Arétin, dont il devient ensuite l'ennemi.
Doni quitta, vers 1540, Florence sa patrie, et parcourut plusieurs villes d’Italie sans trouver la fortune qu’il cherchait. Gênes, Alexandrie, Pavie, Milan et enfin Plaisance, le reçurent dans l’espace de trois ans. Quoiqu’il en eût déjà trente, il s’arrêta dans cette dernière ville pour étudier le droit, comme son père, qui vivait encore, le désirait. Il alla ensuite à Rome, et à Venise où il était appelé par le désir de voir Lodovico Domenichi ; il contracta avec lui une amitié particulière, qui finit de la même manière que ses liaisons avec l’Arétin. De là, il revint à Florence en 1545, où il est nommé premier secrétaire de l'Accademia degli Umidi.
Il resta deux ans à Florence, et retourna se fixer pendant plusieurs années à Venise, où il fit imprimer la plupart de ses ouvrages. Il y fut un des fondateurs de l'académie qui prenait le titre de Pellegrina, et qui comptait parmi ses membres, Ercole Bentivoglio, Jacopo Nardi, Francesco Sansovino, Ludovico Dolce, Enea Vico, Bernardino Daniello, et d'autres savants distingués.
Sa période la plus féconde date de 1549 à 1553 pendant laquelle il écrit des satires et s'adonne au genre plaisant.
Il se retira, en 1564, au village d’Arquà, dans les Monts Euganéens, près de Padoue, endroit célèbre par le séjour qu’y fit Pétrarque, et dans lequel on montre encore la maison où il mourut. Doni se partagea, le reste de sa vie, entre ce lieu agréable et Monselice, autre village peu éloigné, où il mourut au mois de septembre 1574.

## Œuvres

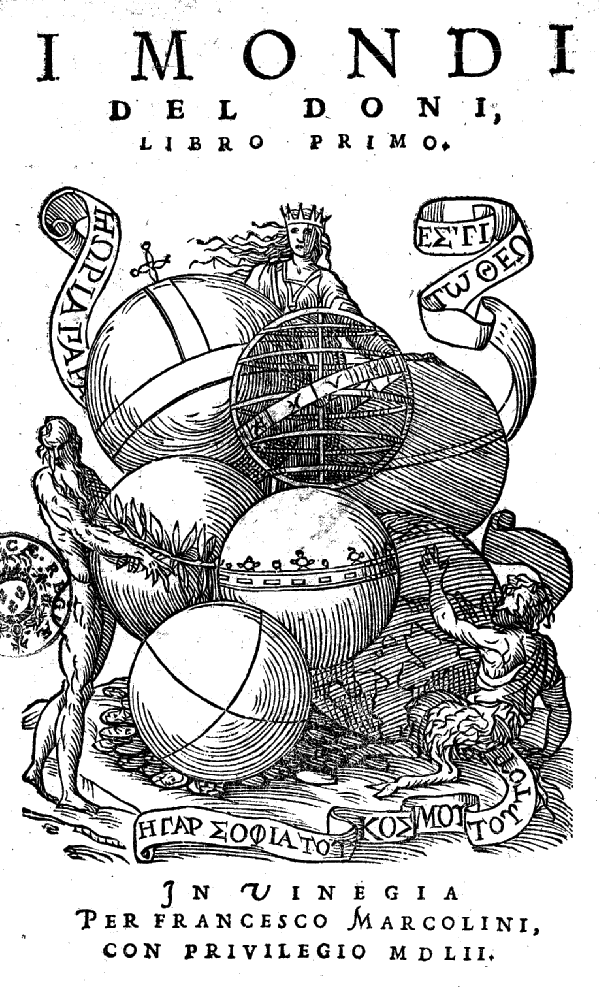
Page de titre de I mondi d'Anton Francesco Doni (1552).

Anton Francesco Doni a laissé, entre autres ouvrages :
- Une publication utile et précieuse des Prose antiche di Dante, Petrarca et Boccaccio e di molti altri nobili ingegni, Florence, 1547, in-8° ;
- Disegno, partito in più ragionamenti, ne’ quali si tratta della pittura, della scoltura, de’ colori, de’ getti, de’ modegli, etc., Venise, 1549, in-8° ;
- Epistole di Seneca tradotte in lingua Toscana, Venise, 1549, in-8° ; Milan, 1611, in-8° ; Venise, 1677, in-4°. Apostolo Zeno a joué au Doni le mauvais tour de découvrir et de révéler au public, dans ses notes sur l’ouvrage de Fontanini Bibliotheca card. imperialis Catalogus, que cette traduction, à quelques légers changements près, est la même que Sebastiano Manilio avait publiée à Venise dès 1494. Un plagiat aussi effronté autorise à croire qu’il n’est pas le seul que son auteur se soit permis.
- La Fortuna di Cesare, tratta dagli autori latini, Venise, 1550, in-8° ; Rome, 1637, in-12 ; — Dichiarazione del Doni sopra l’effigie di Cesare fatta per Enea Vico, Venise, 1550, in-4° ;
- La Filosofia morale del Doni tratta dagli antichi scrittori, ovvero la filosofia de’ sapienti antichi scritta da Sendebar moralissimo filosofo indiano, etc. Venise, 1552, in-4° ; 1567, in-8° ; 1606, in-4° ; Trente, 1594, in-8°. Il s'agit d'une adaptation de contes d'origine orientale ;
- Il Canceliere, libro della memoria, dove si tratta per paragone della prudenza degli antichi con la sapienza de’ moderni, etc., Venise, 1562, in-4° ;
- Pitture del Doni, nelle quali si mostra di nuova inventione amore, fortuna, tempo, castità, religione, sdegno, riforma, morte, sonno e sogno, Padoue, 1564, in-4° ;
- Un opuscule sur l’Apocalypse, où le Doni, qui paraît dans ses lettres si peu orthodoxe qu’elles furent mises, comme nous l’allons voir au rang des livres prohibés, voulut pourtant se mêler dans les rangs de ceux qui combattaient alors les hérétiques : c’est un petit in-4° très-rare, intitulé : Dichiarazione d’Anton.-Fr. Doni sopra il capo tre dell’Apocalisse, contro agli eretici, con modi non mai più intesi da uomo vivente, Venise, 1562.
- les lettres, tre libri di Lettere del Doni, Venise, 1552, in-8°. Il en avait donné une première édition moins étendue, ibid., 1545. Les sujets sur lesquels il écrit sont les uns de pure plaisanterie, les autres plus sérieux, qu’il s’efforce de traiter gaîment. Le 3e livre de la dernière édition est précédé d’une espèce de grammaire, i Termini della lingua toscana, qu’il attribue à un autre académicien, mais qui passe pour être de lui. Des libertés qu’il prend dans plusieurs de ses lettres sur des matières de religion firent mettre ce livre à l’Index, ce qui n’a eu d’autre effet que d’en rendre les exemplaires plus rares et plus chers.
- La Zucca, Venise, 1551 et 1552, in-8°. Donnons quelque idée de cette production bizarre. On se sert en Italie de l’écorce séchée et vide du fruit de la calebasse ou gourde, zucca, pour y conserver du sel, des graines de différentes espèces, etc. Le Doni donna ce titre à un recueil d’anecdotes, de proverbes et de bons mots qui n’ont pas toujours le sel que cette allusion promet. Il les divisa en 3 parties qu’il ne voulut point appeler, dit-il dans son prologue, Motti, Argutie, Sentenze, n’étant ni un Aristote pour les sentences, ni un Dante pour les réparties fines, ni un galant bel esprit pour les bons mots ; mais il les intitula simplement : Cicalamenti, Baie, Chiacchere, bavardages, gausseries, sornettes. Chaque anecdote cicalamento, baia ou chiacchera, est suivie d’une réflexion morale ou plaisante et d’un proverbe. Ce recueil fut suivi d’un second du même genre, sous le titre de Foglie de la Zucca ; les feuil les ne valent ni plus ni moins que le fruit. Ce sont des dicerie ou historiettes, dont chacune est suivie d’un songe et d’une fable ; du moins cela est-il ainsi dans la première partie des feuilles ; dans la seconde, c’est d’abord la fable, ensuite le songe, et puis l’historiette ; la troisième est intitulée : songe, fable et historiette ; mais tout y est confondu selon le caprice de l’auteur. Les feuilles furent suivies des fleurs Fiori della Zucca, ces fleurs sont des grilli, fantaisies, des Passerotti, balivernes, et des farfalloni, hâbleries, divisés en trois parties bien distinctes ; chaque grillo est régulièrement suivi d’une histoire, et d’une allégorie ; chaque passerotto, l’est d’un discours et d’une solution ; et chaque farfallone, d’un texte et d’une glose. Enfin le Doni, pour épuiser cette allégorie, fit encore paraître les fruits mûrs, frutti maturi della Zucca ; ceux-ci sont en général très-graves, et composés de sages réponses, de maximes et de sentences que l’auteur prête aux différents membres de l’Académie des Peregrini dont il était lui-même. Ces quatre parties qui forment la Zucca, sont réunies en un seul volume, fort bien imprimé, et orné de gravures en bois, parmi lesquelles on distingue le portrait de l’auteur, qui avait, comme presque tous les écrivains les plus bouffons de ce temps-là, comme le Berni et l’Arétin, une figure sérieuse et à grands traits.
- I Mondi celesti, terrestri et infernali degli accademici Pellegrini, Venise, 1552 et 1553, in-4°. Dans la 1re partie ce sont des Mondes Piccolo, grande, misto, visibile, imaginato, de’ pazzi et massimo ; dans la 2e l’inferno degli scolari, de’ malmaritati, delle Puttane e Ruffiani, soldati e capitani poltroni, etc. L’auteur réimprima et refondit plusieurs fois cet ouvrage, composé de visions, de dialogues, de fictions morales mêlées, à son ordinaire, de bizarreries et de trivialités. Les Mondes furent traduits en français par Gabriel Chappuys, Tourangeau, Lyon, trois éditions in-8° ; dans la 2e édition, donnée en 1580, le traducteur ajouta à tous les autres Mondes celui des cornus, et dans la 3e, 1583, aux autres enfers, celui des ingrats.
- I Marmi del Doni, Venise, 1552, in-4° réimprimé à Florence, 1609, aussi in-4°. On appelle à Florence I Marmi une place pavée en grandes pièces de marbre, qui est devant la cathédrale et où l’on se promène souvent le soir. Cet ouvrage, divisé en quatre parties, est composé d’entretiens que l’auteur suppose tenus dans cette place entre des personnes de différents états, sur des sujets de morale, de littérature, etc. Le froid qui règne dans ces entretiens lui attira l’épigramme suivante :

« Marmoris inscribis, Doni, bene nomine librum,
par est frigus enim marmoris atque libri. »

- Pistolotti amorosi con alcune lettere d’amore di diversi autori, Venise, 1552, in-8°, 1558, in-12 ;
- Le Rime del Burchiello commentate dal Doni, Venise, 1553, réimprimé plusieurs fois, in-12 et in-8°. Ce commentaire, sur un poète inintelligible et qui l’était à dessein, n’est pas moins extravagant que le texte qu’il prétend expliquer.
- Terremoto del Doni, Fiorentino, e la rovina di un gran colosso bestiale antichristo della nostra età, Pietro Aretino, Padoue, 1554 et 1556, in-4°. C’est une des aménités littéraires que le Doni et l’Arétin se lançaient réciproquement après qu’ils se furent brouillés. Le Terremoto devait être suivi de plusieurs autres galanteries du même genre, qui sont annoncées derrière le frontispice, telle que la Rovina ; il Baleno ; il Tuono, la Saetta ; la Vita, la Morte, l’Esequie et la Sepoltura. Mais la mort de l’Arétin, arrivée peu de temps après, arrêta sans doute le Doni dans un si beau projet.
- L’ouvrage de notre auteur qui pourrait être le plus utile serait sa Libraria, divisée en deux parties, s’il y avait donné, comme il en annonçait le dessein, une connaissance exacte des livres imprimés et des manuscrits. Il est intitulé : La libraria del Doni, Fiorentino, nella quale sono scritti tutti gli autori volgari, con cento discorsi sopra quelli, etc., 1550, in-12 ; et La seconda Libraria del Doni, ibid., 1551. Mais, dit avec raison Tiraboschi, ou il ne fait qu’indiquer les choses, ou il s’étend en inutilités ; tantôt il loue, tantôt il blâme, sans qu’on puisse, le plus souvent, distinguer, s’il parle sérieusement ou s’il plaisante ; cependant cette petite bibliothèque, toute imparfaite qu’elle est, a eu plusieurs éditions. Apostolo Zeno a fait à ce sujet, dans ses notes sur l’ouvrage de Fontanini (Bibliotheca card. imperialis Catalogus), des observations curieuses et bonnes à consulter.